# Ivan Hribar
Ivan Hribar, slovenski bančnik, politik, diplomat in publicist, * 19. september 1851, Trzin, † 18. april 1941, Ljubljana.

## Ivanova mladost
Hribar se je rodil v Trzinu, v družini s šestimi otroki. Oče Fran Hribar je bil prekupčevalec s posestvi, zato se je morala družina večkrat seliti. V otroštvu je bil Ivan bolehen otrok, oboleval je za padavico. Njegova mati je bila zelo verna žena, zato je z otrokom romala k Svetemu Valentinu po pomoč in to naj bi naredilo konec njegovi božjasti. V šoli se je hitro učil in napredoval. Pri vpisu v nižjo gimnazijo je lahko preskočil prvi razred nižje gimnazije v Ljubljani. Med študijem se je težko prebijal, zato je inštruiral druge študente in prevajal razna besedila, tako si je zaslužil nekaj dodatnih goldinarjev.

## Življenje in delo
Poklicno je Hribar deloval kot zastopnik pomembne češke banke Slavija v Ljubljani (1876–1919). Skupaj s političnim sopotnikom Ivanom Tavčarjem pa je bil pred 1. svetovno vojno ena vodilnih osebnosti kranjske slovenske liberalne Narodne napredne stranke. Od leta 1882 je bil član ljubljanskega mestnega sveta, med drugim je vodil izgradnjo vodovoda, bil med letoma 1896 in 1910 ljubljanski župan in je zaslužen za popotresno obnovo Ljubljane. Njegove zadnje izvolitve cesar Franc Jožef I. ni potrdil, ker je bil Hribar v nemilosti zaradi delovanja v času protinemških demonstracij leta 1908 (septembrski dogodki, 1908). V letih 1889–1908 je bil kranjski deželni poslanec, v letih 1907–1911 pa tudi poslanec avstrijskega državnega zbora. Pred prvo svetovno vojno je bil med vodilnimi predstavniki neoslavizma. V Kraljevini SHS - Jugoslaviji je bil najprej 1919–1921 veleposlanik v Pragi, nato 1921–1923 pokrajinski namestnik za Slovenijo in nazadnje 1932–1938 jugoslovanski senator.
Znan je bil kot velik domoljub in marljiv, strasten politični delavec. Po napadu na Jugoslavijo aprila 1941 je Ivan Hribar storil samomor v znak protesta proti italijanski okupaciji. Devetdesetletni Hribar se je vračal s sestanka z italijansko upravo, ki mu je ravno ponudila županski položaj Ljubljane in ga vabila v konsulto. Hribar tega ni hotel sprejeti, ker bi s tem dal delno legitimacijo italijanski okupaciji, ter razočaran, saj so nekateri politiki predvojnih strank to izdajalsko storili je raje izbral smrt. Storil je samomor, utopil se je v Ljubljanici oziroma Grubarjevem kanalu na Kodeljevem. Zapustil je poslovilno pismo ženi in hčeri z verzi iz Krsta pri Savici pesnika Franceta Prešerna:

Manj strašna noč je v črne zemlje krili, 

kot so pod svetlim soncem sužni dnovi.

Hribar ima v Ljubljani velik spomenik na Bregu, ki so ga postavili 30. avgusta 2010, in več manjših spomenikov. Pred Univerzo stoji njegovo poprsje, portretni glavi pa sta v Narodni galeriji in v veži Magistrata. Spominsko zbirko so uredili v njegovem stanovanju v Cerkljah na Gorenjskem in na lokaciji njegove nekdanje rojstne hiše v Trzinu (Jefačnikova domačija). Njegovo hišo Vila Zlatica v Rožni dolini so prenovili, preuredili in kot muzejsko odprli 9. maja 2021. Eno od nabrežij Ljubljanice se imenuje Hribarjevo nabrežje. 
Nekateri viri vprašljivo navajajo, da je podoba herojske smrti Hribarja iz narodnobuditeljskih političnih razlogov glorificirana, saj naj bi bil v resnici župan pred samomorom ob visoki starosti hudo bolan, prav tako naj v resnici ne bi utonil ampak naj bi se ustrelil na bregu in v Ljubljanico zgolj padel.